# Pseudocyclops faroensis
Pseudocyclops faroensis is een eenoogkreeftjessoort uit de familie van de Pseudocyclopidae. De wetenschappelijke naam van de soort is voor het eerst geldig gepubliceerd in 2010 door Brugnano, Celona & Zafami.